# Kontaktpersonennachverfolgung

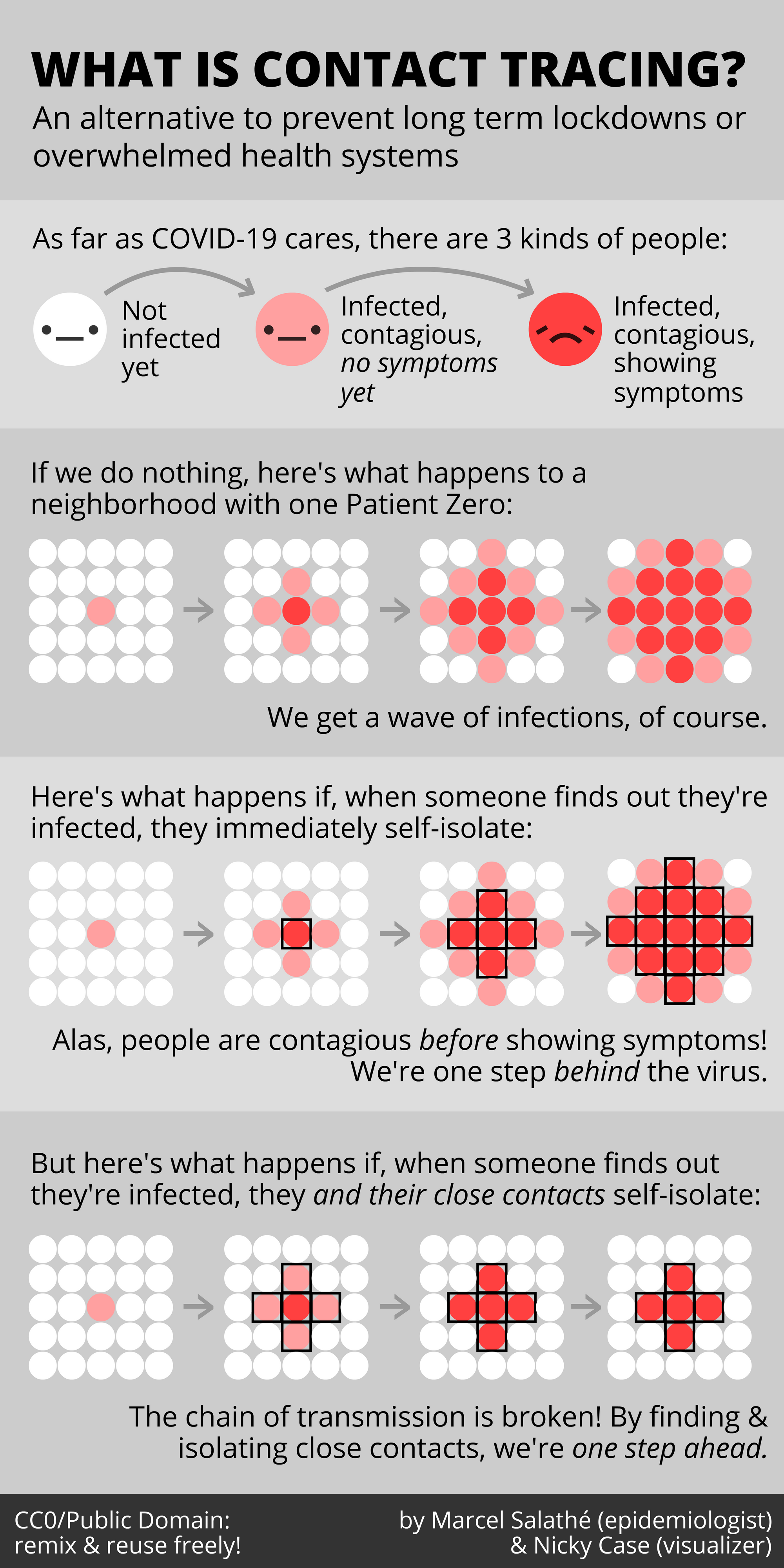
Was ist Contact-Tracing?

Als Kontaktpersonennachverfolgung (englisch contact tracing, auch Kontaktverfolgung oder Kontaktnachverfolgung) bezeichnet man im Rahmen der Umgebungsuntersuchung das Nachverfolgen von Kontaktpersonen sowie die Ermittlung von Personen, welche Kontakt zu einem Erkrankten (oder zu einem infektiösen Verdachtsfall) hatten und infiziert sein könnten.

## Beschreibung
Durch diese epidemiologische Methode kann zum einen die infizierte Person medizinisch behandelt werden und zum anderen kann die Übertragung auf andere Menschen verhindert werden. Beim „Contact Tracing“ wird das Ziel verfolgt, Personen zu identifizieren, die einen direkten oder auch indirekten Kontakt zu einer Indexperson hatten. Dabei werden alle potenziell durch die Indexperson infizierten Personen über das bestehende Risiko einer möglichen Ansteckung informiert und bezüglich notwendiger Maßnahmen beraten. Bei den infektiösen Erkrankungen kann es sich sowohl um virale als auch um bakterielle Erkrankungen handeln. Die Umgebungsuntersuchung ist in allen demokratischen Ländern gesetzlich geregelt. Bei welchen Erkrankungen sie angewendet wird, entscheidet jeweils die Gesundheitsbehörde eines Landes.

## Bewertung der Maßnahme
Kontaktpersonennachverfolgung wird als effiziente und kostengünstige medizinisch-epidemiologische Maßnahme beschrieben, um gezielt Ansteckungsketten von infektiösen Erkrankungen wie etwa den Pocken aufzudecken (Rückverfolgung von Infektionsketten). Durch Kontaktpersonennachverfolgung könne vor allem bei Geschlechtskrankheiten eine Fülle von Informationen über das Ausbreitungsmuster einer infektiösen Erkrankung gesammelt werden und deren Ausbreitung letztlich auch – durch gleichzeitige Information aller an den Kontakten beteiligten Personen – eingedämmt werden. Gegen die Ausbreitung von Influenza-Viren sei Kontaktpersonennachverfolgung gemäß Weltgesundheitsorganisation hingegen im Allgemeinen kaum eine geeignete Maßnahme.
Obwohl in der Regel als aussagekräftiger als Log-in-Systeme bewertet, kritisierte Bruce Schneier 2020 auch GPS- und Bluetooth-gestützte Apps zur Kontaktnachverfolgung wegen Zuverlässigkeitsmängeln.

## Anwendungsbeispiele

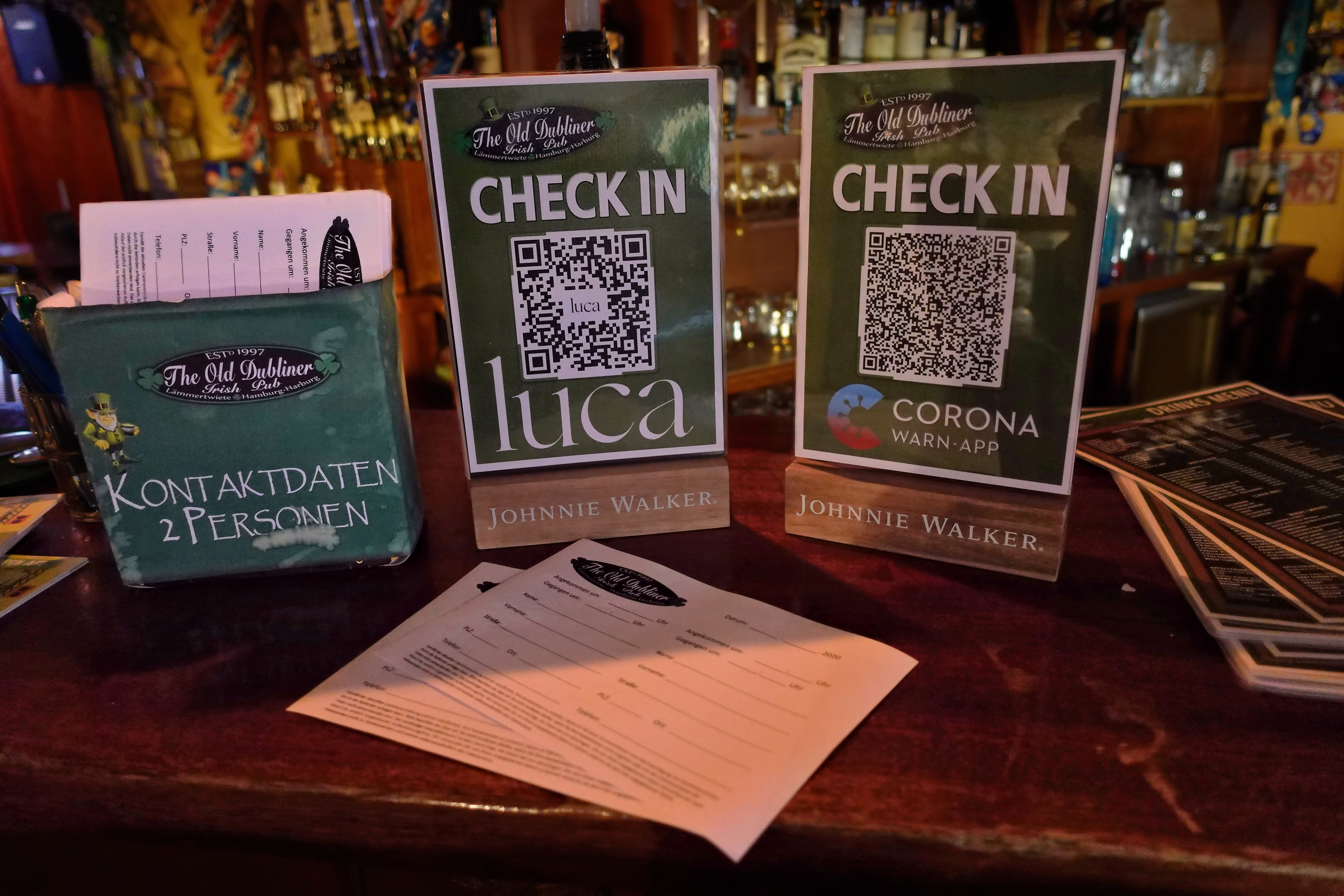
Drei Methoden zum Check-In für die Kontaktverfolgung in der COVID-19-Pandemie, Juli 2021

Ein typisches Beispiel für eine seit Jahrzehnten angewendete Umgebungsuntersuchung ist die Tuberkulose. Sobald bei einem Menschen Tuberkulose diagnostiziert wird, werden seine Umgebung wie Familie, Schulklasse, Militäreinheit ebenfalls auf Tuberkulose getestet und wenn notwendig wird eine Behandlung begonnen. Die Wahrscheinlichkeit einer Schädigung der erkrankten Person durch die Tuberkulose und eine Übertragung auf andere Personen kann dadurch verringert werden.
Um die Ausbreitung der COVID-19-Pandemie zu verlangsamen, werden via Bluetooth arbeitende Contact-Tracing-Apps verwendet.